# Susan P. Coppedge
Susan P. Coppedge est une avocate et diplomate américaine, anciennement ambassadrice itinérante des États-Unis pour la surveillance et la lutte contre la traite des êtres humains, nommée par le président Barack Obama et confirmée par le Sénat le 8 octobre 2015. Dans ce rôle, elle conseille directement le secrétaire d'État des États-Unis et le sous-secrétaire d'État à la sécurité civile, à la démocratie et aux droits de l'homme et formule la politique américaine sur la traite des êtres humains. En tant que chef du Bureau pour la surveillance et la lutte contre la traite des êtres humains, elle a également le rang de secrétaire d'État assistante,.

## Enfance et éducation
Susan Coppedge grandit à Dalton, en Géorgie. Elle est la fille de Patricia Ann Martin Coppedge et Warren Coppedge Jr., ce dernier ayant déjà servi en tant que sous-procureur général adjoint pour l'état de Géorgie. Susan Coppedge est diplômée de Dalton High School et obtient une licence (BA) en études des politiques publiques à l'Université Duke en 1988. Elle obtient son doctorat en droit (JD) en 1993 à la Stanford Law School.

## Carrière
Après son doctorat, Susan Coppedge est nommée assistante de justice auprès du juge de district des États-Unis William Clark O'Kelley, qui siège alors au tribunal de district des États-Unis pour le district nord de Géorgie.
En 1995, elle rejoint le département de la Justice des États-Unis dans le cadre du programme d'excellence en tant qu'avocate de première instance dans la section de l'application des lois environnementales. Elle rejoint ensuite le bureau du procureur des États-Unis auprès du tribunal de district des États-Unis pour le district nord de Géorgie, d'abord en tant que procureur adjoint spécial des États-Unis, puis en tant que procureur adjoint des États-Unis.
Elle reçoit une bourse Fulbright-Ian Axford en politique publique en 2006. Grâce à cette bourse, elle passe six mois au ministère néo-zélandais de la Justice pour étudier et évaluer les lois et les procédures en matière de traite des êtres humains. Coppedge continue ensuite de se spécialiser sur les affaires de traite des êtres humains.
En octobre 2022, Coppedge rejoint le projet Council for Responsible Social Media (Conseil pour des médias sociaux responsables), lancé par Issue One pour traiter de l'impact négatif des médias sociaux sur la santé mentale des citoyens des États-Unis. Ce projet co-présidé par l'ancien leader du House Democratic Caucus (caucus démocrate du Congrès des États-Unis) Dick Gephardt et par l'ancienne lieutenant-gouverneur du Massachusetts Kerry Healey,.
Coppedge est directrice exécutive du Georgia Legal Services Program (Programme de services juridiques de Géorgie).

## Personnel
Coppedge est mariée à Lorenzo Amato, et ils ont deux enfants, Lilliana et Sebastian.